# Hedylidae
Die Hedylidae sind eine Familie der Schmetterlinge. Alle Arten der mit gut 40 Spezies relativ kleinen Familie leben in Süd- oder Mittelamerika (Neotropis). Die Familie hat bei Evolutionsbiologen große Aufmerksamkeit gefunden, seit neuere Erkenntnisse auf ihre vermutlich sehr enge Verwandtschaft mit den Tagfaltern hinweisen.

## Merkmale

### Falter
Es handelt sich um kleine, relativ grazil gebaute Falter. Die langen, recht schmalen Vorderflügel sind an der Spitze oft mehr oder weniger weit eingebuchtet (ausgerandet). Ihre Färbung ist verschieden, einige Arten sind weiß gefärbt, bei der Art Macrosoma heliconiaria und verwandten Arten ähnelt das Flügelmuster Tagfaltern der Gattung Heliconius (Fam. Nymphalidae), die meisten Arten sind aber unscheinbar grau, braun und weiß gezeichnet. Viele Arten besitzen durchsichtige Flecken auf den Flügeln. Ober- und Unterseite der Flügel sind gleich gemustert. Die Flügeladerung zeigt einige Besonderheiten: So sind die Adern Rs1 und Rs2 s-förmig (sinuat) gebogen, Rs2 und Rs3 sind bis zum Grund getrennt (ohne gemeinsamen Stiel), Rs3 und Rs4 sind hingegen gemeinsam gestielt. Vorder- und Hinterflügel besitzen zumindest bei den Männchen den für die meisten Schmetterlinge typischen Koppelungsmechanismus mit Frenulum und Retinaculum, während die Flügel der Tagfalter diesen verloren haben. Bei ihnen sind die Flügel durch Überlappungen („amplexiform“) gekoppelt. An der Basis des Vorderflügels sitzt ein Tympanalorgan in einer verborgenen Tasche zwischen der Subcostal- und Cubitalader, mit dem die Tiere die Ortungslaute von Fledermäusen hören können. Beim Hören von Ultraschall versuchen sie Ausweichmanöver wie enge Kurven zu fliegen. Während man bis vor kurzem glaubte, dass Tagfalter dazu nicht in der Lage wären, wurde vor kurzem herausgefunden, dass zumindest einige Arten mit einer „Vogels Organ“ genannten Struktur, die zum Tympanalorgan der Hedylidae homolog ist, dazu ebenfalls in der Lage sind.
Der Kopf trägt lange, fadenförmige und beschuppte Antennen, bei einigen Arten sind die Antennen des Männchens gekämmt. Die Komplexaugen sind groß. Wie typisch für nachtlebende Schmetterlinge, besitzen die Hedylidae sogenannte Superpositionsaugen. Durch ein luftgefülltes Tapetum im Augenhintergrund leuchten sie auf, wenn sie angeleuchtet werden. Die Ocelli fehlen, stattdessen ist ein Chaetosema vorhanden. Der Saugrüssel ist normal ausgebildet. Die Labialpalpen sind dreigliedrig und nach oben gerichtet, mit einer tiefen Einbuchtung (Sinnesfeld) im letzten Segment. Die Tibien der Vorderbeine besitzen keine Sporne, die der mittleren Beine jeweils ein Paar, die der hinteren ein oder seltener zwei Paar. Die Vordertarsen der Männchen besitzen nur zwei Glieder, der Prätarsus ist bis auf zwei kleine Krallenrudimente rückgebildet. Die Tiere benutzen die Vorderbeine nicht zum Ruhen oder Laufen, sondern tragen sie am Körper angewinkelt. Der Hinterleib ist schmal, aber hoch, etwas seitlich zusammengedrückt und merklich gebogen.

### Ei
Die Eier von Macrosoma semiermis sind langgestreckt und werden senkrecht (mit der Schmalseite) auf der Blattoberfläche der Raupennahrungspflanze angeklebt. Das Ei ist mit sieben kräftigen Längsrippen und etwa 30 undeutlichen Querrippen skulpturiert und ähnelt dadurch den Eiern vieler Weißlinge. Das Eistadium fast aller anderen Arten ist unbekannt.

### Raupen
Die Raupen und anderen Entwicklungsstadien sind nicht von allen Arten bekannt. Bei den bekanntgewordenen Arten trägt der Kopf zwei sehr auffallende, hornartige Fortsätze. Auch das Hinterende trägt einen langen, Furca genannten Fortsatz, der aus der umgestalteten Analplatte des zehnten Hinterleibssegments gebildet ist. Der Kopf trägt sechs Larvenaugen (Stemmata). Am Hinterleib sitzen Füßchen an den Segmenten drei bis sechs sowie am letzten (zehnten) Segment. Von Macrosoma tipulata werden fünf Larvenstadien angegeben.

### Puppen
Die Puppen der Hedylidae sind dadurch bemerkenswert, dass sie nicht in einem Kokon eingeschlossen sind, sondern frei, mit einem Seidenband um den Thorax fixiert sind (Gürtelpuppe), wie sonst typisch für Tagfalter.

## Lebensweise
Die Biologie der meisten Arten ist kaum bekannt. Viele sind nur durch Lichtfallen nachgewiesen geworden, ohne dass mehr über ihre Lebensweise bekannt wäre. Obwohl gelegentlich Beobachtungen von am Tage fliegenden Individuen gemacht worden sind (vor allem von der recht kontrastreich gefärbten Macrosoma heliconiaria), sind sie wohl überwiegend nachtaktiv. Die Art Macrosema heliconiaria wurde in Tamaulipas, Mexiko auf Blättern der Lianenart Byttneria aculeata (Malvengewächse) gefunden, mit denen sie sich bis zur Imago züchten ließ, die Angaben beziehen sich aber möglicherweise eher auf die sehr ähnliche, nur genitalmorphologisch unterscheidbare Macrosoma semiermis. Bei Ruhepausen legt sich die gut getarnte Raupe entlang der Mittelrippe des Blattes. Macrosoma tipulata ist in Brasilien als Schädling auf Cupuaçu (Theobroma grandiflorum, Malvaceae) beobachtet worden, der hier die Blätter bis zum Kahlfraß abfrisst.

## Verbreitung
Die Familie ist in Süd- und Mittelamerika, nördlich bis Mexiko, Kuba und Trinidad, verbreitet. Funde liegen aus verschiedenen Höhenstufen bis zur Gebirgswaldstufe vor. Mannigfaltigkeitszentrum ist Peru mit 26 nachgewiesenen Arten. In Manaus (Brasilien) am Amazonas wurden neun Arten mit Lichtfallen gefunden, insgesamt sind aus Brasilien 18 Arten bekannt. Aus Panama sind neun Arten angegeben.

## Taxonomie
Die Gruppe wurde von Achille Guenée 1857 im Rang einer Familie neu beschrieben, der im gleichen Werk auch drei Arten beschrieb, die er drei Gattungen zuordnete. Später wurden sie dann als Teil der Familie der Spanner (Geometridae) betrachtet, meist im Rang einer Tribus der Unterfamilie Oenochrominae. Malcolm J. Scoble stellte in seiner Neubearbeitung der Gruppe den Familienrang wieder her und wies auf die möglichen Beziehungen zu den Tagfaltern hin (vgl. unter Quellen). Bei dieser Bearbeitung ordnete er alle bis dahin beschriebenen Arten der Gattung Macrosoma Hübner, 1818 zu. Damit wäre die Familie monotypisch. Diese Sichtweise wird zurzeit überwiegend akzeptiert, obwohl eine grundlegende Revision nach wie vor, auch nach Scobles eigner Ansicht, aussteht. Typusgattung der Familie ist Hedyle Guenée, 1857, durch Scoble mit Macrosoma synonymisiert. Der Name der Familie wird nach den Regeln der zoologischen Nomenklatur (seit 1960) nicht an solche Namensänderungen angepasst.

## Phylogenie und Systematik
Die Hedylidae sind nach den vorliegenden morphologischen und molekularen Daten mit sehr hoher Wahrscheinlichkeit eng mit den Tagfaltern verwandt. Über ihre genaue Position bestehen noch verschiedene Hypothesen. Argument für eine Verwandtschaft mit den Tagfaltern ist u. a. der Bau der Puppe als Gürtelpuppe. Gegen eine Einordnung als Spanner spricht schon die abweichende Gestalt und Bewegungsweise der Raupen. Anatomische Argumente für eine Verwandtschaft sind u. a. die Form des ersten abdominalen Tergits, die Form der Apophyse der metathorakalen Furca (eines Fortsatzes des Exoskeletts nach innen, der als Muskelansatz dient) und die teilweise Rückbildung der Vorderbeine des Männchens. Auch der übereinstimmende Bau der Tympanalorgane (vgl. oben) ist bemerkenswert, während Spanner, wie die meisten „Macrolepidoptera“, Tympanalorgane im Hinterleib besitzen.
Studien auf morphologischer Basis (oder nach „total evidence“ Ansatz für morphologische und molekulare Ergebnisse zusammengenommen) haben danach meist eine basale Position der Hedylidae angenommen, die demnach Schwestergruppe der Dickkopffalter (Fam. Hesperiidae) und der übrigen Tagfalter zusammengenommen wären. Sie werden dann in eine eigene (monotypische) Überfamilie „Hedyloidea“ gestellt. Es erscheint verlockend, die Hedylidae als das Missing Link zwischen „Tagfaltern“ und „Nachtfaltern“ anzusehen.
Neuere Studien, die auf dem Vergleich homologer DNA-Sequenzen basieren, lassen auch andere Positionen möglich erscheinen, obwohl in allen von ihnen die enge Verwandtschaft der Familien der Tagfalter mit den Hedylidae bestätigt wurde. Möglich wäre alternativ demnach auch ein Schwestergruppenverhältnis zu den Hesperiidae.
Als Folge dieser Ergebnisse tendieren heute viele Systematiker dazu, alle in Frage kommenden Familien der (alten) Überfamilie Papilionoidea unter Einschluss der Hedylidae und der Hesperiidae in einer weit gefassten, neuen Überfamilie Papilionoidea zu vereinen; dieser Position wird hier gefolgt. Im englischen Sprachraum werden sie teilweise schon als „nachtlebende Tagfalter“ („nocturnal butterflies“) bezeichnet.